# Ida Presti
Ida Presti, pseudonimo di Yvette Montagnon (Suresnes, 31 maggio 1924 – Rochester, 24 aprile 1967), è stata una chitarrista e compositrice francese.

## Biografia
Dopo una non lunga carriera da solista, nel 1955 prosegue la carriera in duo con il marito Alexandre Lagoya (pseudonimo di Alexandros Hadjioannou (1929-1999), con il quale si è esibita in più di duemila concerti in tutto il mondo.

Ha insegnato all'"Academie internationale d'eté" di Nizza e al "Centre d'art d'Oxford" di Montréal; ha partecipato a programmi radio come "Des notes sur la Guitare" per ORTF.

Per il duo sono stati composti (e ad esso dedicati) numerosi brani e tredici concerti per duo di chitarra e orchestra, da autori quali:
Louis Auber, Mario Castelnuovo-Tedesco, Gontran Dessagne, John Duarte, André Jolivet, Pierre Jouvin, Daniel-Lesur, Pierre Petit, Francis Poulenc, Joaquín Rodrigo, Henri Tomasi, Pierre Wissmer.

Ha suonato chitarre dei liutai Julián Gómez Ramírez (1879-1943) e Robert Bouchet (1898-1986).

Ha avuto due figli: Élisabeth Presti (1944) e Sylvain Lagoya (1953).

Tra i suoi amici ed estimatori c'era Django Reinhardt.

## Discografia

### Solo
- Ida Presti and Luise Walker - "Les Grandes Dames De La Guitare" (9133 GEMM Pearl Records Pavilion records) (in origine Pathé-Marconi)
- Ida Presti - Alexandre Lagoya "Ida Presti Alexander Lagoya" 2 cd (7 43212 58662 RCA Francia)
- Ida Presti - "The Art of Ida Presti" solo studio recordings 1938/1956 (IDIS 6642 anno:2012 Istituto Discografico Italiano)

### Duo
- Ida Presti - Alexandre Lagoya "Ida Presti Alexander Lagoya" 2 cd (7 43212 58662 RCA Francia)
- Ida Presti - Alexandre Lagoya: "The Complete Philips Recordings" 3 cd (446 213-2 Philips)

## Videografia
- 1938 "Le Petit Chose" (regia Maurice Cloche)
- 1961 "Toast of the Town" (conosciuto come "The Ed Sullivan Show") (stagione 14, episodio 21)
- Ida Presti - "Ma Devise" in development (Music On Heart Productions)

## Composizioni

### Chitarra Sola
- Danse Rhythmique (Ricordi Paris)
- Etude du matin (Columbia)
- Prelude (Hommage à Bach)
- Prelude pour Alexandre (lost)
- Segovia (1962) (Berben)
- Six Etudes (Max Eschig)
- Œuvres complètes pour guitare seule (Étude n. 1 d’arpèges - Étude n. 2 en accords - Étude n.3 en pensant à Bach - Étude joyeuse – Prélude en pensant à Bach – Improvisation – Isabelle - Étude di Matin – Six études – Danse Rythmique – Segovia) Édition intégrale révisée par Olivier Chassain – Présentation de Frédéric Zigante. Bèrben E. 5910 B.
- Etude nº 7 révision d'Isabelle Presti, Thibaut Garcia et Antonin Vercellino (Éditions Habanera, 2025)

### Due Chitarre
- Bagatelle (1964) (Bèrben)
- Berceuse à ma mère (1957) (Bèrben)
- Chanson et jeux (1956) (Bèrben)
- Danse d'Avila (1954-1958 ?) (Bèrben)
- Danse gitane (1957) (Bèrben)
- Espagne (1966) (Bèrben)
- Etude n.1 (1956) (Bèrben)
- Etude n.2 (1958) (Bèrben)
- Etude fantasque (1966) (Bèrben)
- La Hongroise (1959) (Bèrben)
- Prélude n.1 (1958) (Bèrben)
- Serenade (1955) (Bèrben)
- Tarentelle (Hommage à Béla Bartók) (1959) (Bèrben)
- Vals de l'an nouveau (1955) (Bèrben)
- Œuvres complètes pour deux guitares (Sérénade – Valse de l’an nouveau – Chanson et Jeu - Étude n. 1 – Dance gitane – Berceuse à ma Mère – Danse d'Avila - Étude n. 2 – Prélude – Tarantelle – La hongroise – Bagatelle - Étude fantasque – Espagne) - Édition intégrale révisée par Olivier Chassain – Présentation de Frédéric Zigante. Collection Ida Presti – Alexandre Lagoya - Bèrben E. 5800 B.

### Trascrizioni
- The Presti-Lagoya collection - 14 Volumi con tutte le trascrizioni (Berben)
  - Georg Friederich Handel: Ciaccona, Fugue et Allegro, for 2 guitars (Berben Edizioni, Collection Presti/Lagoya, vol. 1)
  - Johann Sebastian Bach: Preludi e fughe dal Clavicembalo ben temperato (Berben Edizioni, Collection Presti/Lagoya vol. 2)
  - Johann Sebastian Bach: Suites Inglesi e Francesi (Berben Edizioni, Collection Presti/Lagoya, vol. 3)
  - Domenico Scarlatti: Six Sonatas (Berben Edizioni, Collection Presti/Lagoya, vol. 4)
  - AA.VV.: 12 Baroque Masterpieces (Berben Edizioni, Collection Presti/Lagoya, vol. 5)
  - Ida Presti: Œuvres originales pour deux guitares (ed. Olivier Chassain) (Berben Edizioni, Collection Presti/Lagoya vol. 6)
  - Niccolò Paganini: Sonata Concertante (Berben Edizioni, Collection Presti/Lagoya, vol. 7)
  - Franz Schubert: Sonata Arpeggione (Berben Edizioni, Collection Presti/Lagoya, vol. 8)
  - Ludwig van Beethoven: Andante con varaizioni - Adagio - Sonatina (Berben Edizioni, Collection Presti/Lagoya, vol. 9)